# Tomonori Sudō
Tomonori Sudō (須藤 友徳?, Sudō Tomonori; 1978) è un animatore, character designer e regista giapponese.

## Biografia
Grande fan di Type-Moon fin dalla pubblicazione di Tsukihime, i suoi personaggi preferiti di quest'ultimo e di Fate/stay night sono Satsuki Yumizuka e Sakura Matō.

## Opere

### Film
- Fate/stay night: Heaven's Feel - I. presage flower (2017)
- Fate/stay night: Heaven's Feel - I. lost butterfly (2019)
- Fate/stay night: Heaven's Feel - III. spring song (2020)